# 江安街道
江安街道是中国黑龙江省齐齐哈尔市龙沙区下辖的一个街道。